# Vorá
A Tetragona clavipes, também chamada de borá, vorá, jataizão ou cola cola é uma abelha social da subfamília dos meliponíneos, ocorre em boa parte dos estados do Brasil. A Ptilotrigona lurida (Trigona heideri) também é chamada de borá e vorá, mas não são a mesma espécie. Seu corpo é alongando, de coloração marrom-escura. Mede por volta de 10 milímetros de comprimento. É muito parecida com a abelha jataí, por isto em certas regiões é mais chamada de jataizão, por ser maior que as próprias.

## Taxonomia e filogenia
A Tetragona clavipes é um membro da ordem Hymenoptera, que é uma das quatro maiores ordens de insetos. É da família Apidae, que é composta de abelhas, e a subfamília é o Apinae, que são abelhas com cesta de pólen . Junto com outras espécies na tribo Meliponini, a Tetragona clavipes é uma abelha eussocial sem ferrão da família das Tetragonisca. Existem cerca de 500 espécies conhecidas nesta tribo, a maioria dos quais estão localizados nos neotrópicos.[carece de fontes?]

## Características
A abelha borá é uma abelha muito defensiva, defendendo vigorosamente sua colônia enrolando nos cabelos, tentando entrar nos orifícios como nariz, olhos, ouvido, etc, dando ainda modiscadas. Suas colônias tem um número muito alto de indivíduos, em média de 7 mil indivíduos. Tem preferência por ocos de árvores vivas.
Boa produtora de mel, seu mel é considerado doce, mas tem também um sabor levemente salgado que lembra queijo, meio ácido, mas bem saboroso. Por conta desta mistura de sabores, o mel de borá tem sido um dos tipos de mel mais promissores entre as abelhas sem ferrão, com chefs testando o seu uso em diversos pratos. Por conta disto seu mel tem se valorizado bastante em termos de valores.
Sua postura de ninho é no formato helicoidal. A entrada em sua colônia é elíptica a maioria das vezes, parecendo uma fenda que pode ou não se projetar para fora.
Uma técnica que tem sido utilizada que se tem obtido sucesso acima da média é a transferência radical, consiste em transferir (durante o dia) os discos de cria com rainha para uma caixa racional, as ceras e as resinas para a caixa, mas não transferir potes de alimentos (os guardar em geladeira para as alimentar depois), colocar um acetato entre o topo e a tampa para facilitar a observação da colônia, lacrar totalmente a caixa com fita crepe nas frestas dos módulos/tampa (a saída deve ser lacrada com algo poroso para permitir a entrada de ar - por exemplo palha de aço) e deixar a caixa totalmente fechada por volta de 3 dias. No local onde estava originalmente a isca, deverá ser colocada uma garrafa de isca-ninho vazia para capturar as campeiras que ficaram, podendo ser colocado um pedaço de cera da borá na entrada para facilitar a aceitação (já que a isca foi retirada e transferida durante o dia do local original para ser feita a transferência). Quando cair a noite, buscar essa garrafa com as campeiras e colocá-las dentro da caixa (durante a noite ou num local totalmente escuro, iluminado com luz vermelha ou com pouquíssima luz) retirando a tampa e levantando um canto do acetato, colocando o bico da garrafa neste local e bater na garrafa de cima para baixo até que todas as campeiras caiam dentro da caixa, devendo continuar lacrada. Se a isca-ninho não for suficiente para coletar todas as campeiras, repita o processo no dia seguinte até coletar todas. O ninho deverá ficar lacrado até a colônia se organizar (quantos dias forem necessários - em média se tudo der certo 3 dias é o suficiente), colocando a caixa no local onde estava a isca originalmente e abrindo a entrada da colônia ao se verificar que tudo foi organizado e, aparentemente, parecer estabilizado, devendo a colônia ser alimentada artificialmente durante o período que estiver fechada com o próprio alimento não colocado no momento da transferência ou o uso de xarope (por meio de alimentador ou vasilhame interno com objetos para as abelhas não se afogarem, por meio de uma seringa ou algo do tipo). Se após a abertura da entrada for constatar a entrada de forídeos, fechar a entrada novamente, retirar os forídeos e manter a entrada fechada por 1 dia e reabrir no dia seguinte, repetir o processo (se necessário) até perceber que não há mais entrada de forídeos, verificando diariamente (antes e depois de abrir a colônia) e os tirar sempre a noite, até ter certeza que a borá está estabilizada e não tem mais problemas com entrada de forídeos.
Outra técnica desenvolvida que tem sido utilizada com sucesso acima da média é a transferência por indução. Consiste em manter a abelha no recipiente-isca que foi capturada e colocá-lo dentro da caixa racional abrindo em cima (em caso de garrafas). Neste ponto a técnica varia. Há aqueles que fazem abertura da garrafa embaixo (onde tem a entrada da colônia) e outros não, os que não fazem a abertura embaixo conectam a entrada da isca diretamente a entrada da caixa. O espaço que fica entre a isca e a caixa será preenchido pela borá devido a abertura em cima, mas há a possibilidade de ser preenchido com pó de serra, por exemplo, se o meliponicultor não quiser o preenchimento dele. A desvantagem desta técnica é que a divisão fica prejudicada devido aos discos de cria se manterem dentro do recipiente-isca impossibilitando a divisão por módulos, mas ainda é possível a divisão por retirada manual de discos de cria.

Um labirinto ou um caminho feito na madeira da própria caixa ou com madeira anexa na parte de dentro ou de fora da caixa ou a utilização de mangueira interna a partir da entrada auxilia bastante na defesa de forídeos. Este caminho/labirinto deve ter no mínimo 20 centímetros de comprimento e por volta de 10 milímetros de diâmetro, pois boa parte das abelhas sem ferrão costumam fazer este túnel interno nos ambientes naturais para auxiliar na defesa contra predadores.